# Unione Sovietica ai X Giochi olimpici invernali
L'Unione Sovietica partecipò ai X Giochi olimpici invernali, svoltisi a Grenoble, Francia, dal 6 al 18 febbraio 1968, con una delegazione di 74 atleti impegnati in otto discipline.

## Medagliere

### Per discipline
| Sport                   | Oro | Argento | Bronzo | Totale |
| ----------------------- | --- | ------- | ------ | ------ |
| Biathlon                | 1   | 1       | 1      | 3      |
| Pattinaggio di figura   | 1   | 1       | 0      | 2      |
| Pattinaggio di velocità | 1   | 1       | 0      | 2      |
| Hockey su ghiaccio      | 1   | 0       | 0      | 1      |
| Salto con gli sci       | 1   | 0       | 0      | 1      |
| Sci di fondo            | 0   | 2       | 2      | 4      |
| Totale                  | 5   | 5       | 3      | 13     |

### Medaglie
| Medaglia | Atleta | Sport                   | Evento                         |
| -------- | --- | ----------------------- | ------------------------------ |
| Oro      | Aleksandr Tikhonov Nikolay Puzanov Viktor Mamatov Vladimir Gundartsev | Biathlon                | Staffetta 4x7,5 km maschile    |
| Oro      | Viktor Konovalenko Viktor Zinger Viktor Blinov Vitalij Davydov Viktor Kuz'kin Aleksandr Ragulin Oleg Zajcev Igor' Romiševskij Anatolij Firsov Vjačeslav Staršinov Viktor Populanov Vladimir Vikulov Veniamin Aleksandrov Jurij Moiseev Evgenij Mišakov Evgenij Zimin Anatolij Ionov Boris Majorov | Hockey su ghiaccio      | Maschile                       |
| Oro      | Ljudmila Belousova Oleg Protopopov | Pattinaggio di figura   | Pattinaggio di figura a coppie |
| Oro      | Ljudmila Titova | Pattinaggio di velocità | 500 m femminile                |
| Oro      | Vladimir Belousov | Salto con gli sci       | Trampolino lungo               |
| Argento  | Aleksandr Tikhonov | Biathlon                | 20 km maschile                 |
| Argento  | Ljudmila Belousova Oleg Protopopov | Pattinaggio di figura   | Pattinaggio di figura a coppie |
| Argento  | Ljudmila Titova | Pattinaggio di velocità | 1000 m femminile               |
| Argento  | Vjačeslav Vedenin | Sci di fondo            | 50 km maschile                 |
| Argento  | Galina Kulakova | Sci di fondo            | 5 km femminile                 |
| Bronzo   | Vladimir Gundartsev | Biathlon                | 20 km maschile                 |
| Bronzo   | Alevtina Kolčina | Sci di fondo            | 5 km femminile                 |
| Bronzo   | Alevtina Kolčina Rita Ačkina Galina Kulakova | Sci di fondo            | Staffetta femminile            |